# (5452) 1937 NN
1937 أن أن (ويعرف أيضًا باسم (5452) 1937 أن أن وفق تسمية الكوكب الصغير) (بالإنجليزية: 1937 NN)‏ هو كويكب ضمن حزام الكويكبات؛ وترتيبه 5452 من حيث الاكتشاف.
اكتُشف هذا الجُرم الفلكي بواسطة سيريل جاكسون في 5 يوليو 1937.

## وصلات خارجية
- (5452) 1937 NN في قاعدة بيانات مختبر الدفع النفاث لأجرام النظام الشمسي الصغيرة

- الاكتشاف · مخطط المدار ·  العناصر المدارية · المعلمات المادية

- (5452) 1937 NN على موقع ويكي سكاي: DSS2, SDSS, GALEX, IRAS, Hydrogen α, X-Ray, Astrophoto, Sky Map, Articles and images